# The Dentist
The Dentist es una película de terror estadounidense de 1996 dirigida por Brian Yuzna y escrita por Dennis Paoli, Stuart Gordon, y Charles Finch. Está protagonizada por Corbin Bernsen, Linda Hoffman y Ken Foree. En 1998 tuvo una secuela, The Dentist 2.

## Sinopsis
El Dr. Alan Feinstone es un exitoso dentista. Sin embargo, todo cambia el día de su aniversario de bodas, cuando descubre que su esposa Brooke le engaña con el hombre que limpia la psicina, Matt. Después que terminan, Alan toma su pistola y sigue Matt a en su coche. Él se dirige a la casa de Paula Roberts, una amiga de Brooke. Alan inventa una historia sobre una fiesta sorpresa para Brooke y observa a Paula invitando a Matt a pasar. El perro de Paula ataca a Alan, y él le dispara en defensa propia. Después de regresar a su coche, conduce a su trabajo.
En su práctica dental, la primera cita de Alan sale mal cuando alucina a un niño que tiene dientes podridos y lo apuñala accidentalmente. Mientras el detective Gibbs investiga la muerte del perro de Paula, Alan ve a su segunda paciente, April Reign, una reina de belleza. Alan alucina que ella es su esposa y, mientras está inconsciente, se quita las medias y la acaricia antes de ahogarla. Cuando ella se despierta, Alan se rompe y esconde sus pantimedias. Alan le dice a su gerente, Steve Landers, que todavía está mareada por el óxido nitroso. Cuando Steve se da cuenta de lo que realmente sucedió, regresa, golpea a Alan y amenaza con una demanda. Alan termina el día temprano y envía a su personal y pacientes a casa, incluida Sarah, una adolescente que quiere que le retiren los frenos.
Más tarde esa noche, Brooke se encuentra con Alan en una nueva sala con temas de ópera en su práctica. Después de sedarla bajo la premisa de limpiarle los dientes, él le saca los dientes y le corta la lengua. El detective Gibbs y su compañero, el detective Sunshine, llegan a la casa de Alan a la mañana siguiente para hacerle preguntas. Después de que los policías se van, Matt descubre a Brooke, que todavía está viva pero sedada. Alan apuñala a Matt hasta la muerte.
Sarah y Paula están esperando a Alan en su práctica. Alan ve a Paula primero, para decepción de Sarah. Cuando la conversación de Paula se centra en el buen trabajo que Matt hace por ella, Alan taladra con demasiada agresividad su diente, destruyéndolo. Su asistente, Jessica, cuestiona lo que está haciendo, y él se sale. Alan le pide a Jessica que termine por él, pero después de descubrir que ella ha enviado a Paula a casa, despide a Jessica. Cuando ella saca las medias de April y amenaza con exponerlo, Alan la mata.
En la estación de policía, el detective Sunshine descubre que la bala extraída del perro de Paula solo coincide con un arma en el área: la de Alan. El agente del IRS Marvin Goldblum, utilizando los problemas impositivos de Alan como apalancamiento, extorsiona un examen dental gratuito y un pago. En cambio, Alan lo tortura. El detective Sunshine y el detective Gibbs conducen a la casa de Feinstone para interrogarlo más. Cerca de la piscina, descubren el cuerpo de Matt. Entran rápidamente en la casa y encuentran a Brooke mutilada, atada a la cama pero aún con vida. Más tarde, la otra asistente dental de Alan, Karen, encuentra a Marvin todavía en la silla dental. Alan la ataca, luego la mata inyectando una aguja llena de aire en su vena yugular.
Después de que Alan retira los frenillos de Sarah, se imagina sus dientes pudriéndose. Él saca su arma, pero ella escapa y se esconde en una de las habitaciones dentales, donde encuentra al Marvin empapado de sangre, que ataca a Alan. Cuando Alan la recupera, Sarah promete histéricamente cepillarse los dientes tres veces al día y nunca comer dulces. Satisfecho, Alan se va. Los dos detectives llegan y rescatan a Sarah, pero son demasiado tarde para capturar a Alan.
Siguen a Alan a una universidad, donde imparte clases de odontología. Allí, Alan instruye maníacamente a todos sus estudiantes para que saquen todos los dientes de todos sus pacientes. Mientras alucina y dispara a un estudiante de odontología que confunde con Matt, los detectives irrumpieron en la habitación, pero Alan usa un rehén para escapar. Eventualmente, él entra en un auditorio donde está practicando un cantante de ópera. Encantado, la mira desde atrás. Cuando él se acerca para tocarla, ella se transforma en Brooke, que se ríe de él. Derrotado, cae de rodillas y es arrestado por los detectives.
Alan, ahora en un hospital psiquiátrico, es trasladado a su cita dental habitual. Se revela que el dentista que trabaja en él es su desdentada esposa Brooke, que empieza a trabajar salvajemente en su boca.

## Reparto
- Corbin Bernsen como Dr. Alan Feinstone
- Linda Hoffman como Brooke Feinstone.
- Michael Stadvec como Matt.
- Ken Foree como Detective Gibbs.
- Tony Noakes como Detective Sunshine.
- Molly Hagan como Jessica.
- Patty Toy como Karen.
- Jan Hoag como Candy.
- Virginya Keehne como Sarah.
- Earl Boen como Marvin Goldblum.
- Christa Sauls como April Reign.
- Mark Ruffalo como Steve Landers.
- Lise Simms como Paula Roberts.
- Joanne Baron como Sra. Saunders.
- Brian McLaughlin como Jody.
- Christopher Kriesa como Sr. Schaeffer
- Sal Viscuso como Matthew Zeigler.